# Lima Challenger 2021
Il Lima Challenger 2021 è stato torneo maschile di tennis professionistico giocato sulla terra rossa. È stata la 20ª edizione del torneo, facente parte della categoria Challenger 80 nell'ambito dell'ATP Challenger Tour 2021. Si è giocato al Centro Promotor de Tenis de Miraflores di Lima, in Perù, dal 27 settembre al 3 ottobre 2021.

## Partecipanti

### Teste di serie
| Nazionalità | Giocatore             | Ranking* | Testa di serie |
| ----------- | --------------------- | -------- | -------------- |
| Argentina   | Francisco Cerúndolo   | 103      | 1              |
| Argentina   | Juan Manuel Cerúndolo | 106      | 2              |
| Germania    | Daniel Altmaier       | 112      | 3              |
| Perù        | Juan Pablo Varillas   | 121      | 4              |
| Bolivia     | Hugo Dellien          | 141      | 5              |
| Argentina   | Renzo Olivo           | 202      | 6              |
| Argentina   | Juan Pablo Ficovich   | 236      | 7              |
| Argentina   | Camilo Ugo Carabelli  | 244      | 8              |

* Ranking al 20 settembre 2021.

### Altri partecipanti
I seguenti giocatori hanno ricevuto una wild card per il tabellone principale:
- Gonzalo Bueno
- Conner Huertas del Pino
- Gonzalo Lama

Il seguente giocatore è entrato in tabellone con il ranking protetto:
- Gerald Melzer

I seguenti giocatori sono entrati in tabellone come alternate:
- Nicolás Álvarez
- Oriol Roca Batalla

I seguenti giocatori sono passati dalle qualificazioni:
- Nicolás Barrientos
- Carlos Gómez-Herrera
- Johan Nikles
- Jorge Panta

## Campioni

### Singolare
Hugo Dellien ha sconfitto in finale  Camilo Ugo Carabelli con il punteggio di 6–3, 7–5.

### Doppio
Julian Lenz /  Gerald Melzer hanno sconfitto in finale  Nicolás Barrientos /  Fernando Romboli con il punteggio di 7–6(4), 7–6(3).